# Monanthotaxis buchananii
Monanthotaxis buchananii là loài thực vật có hoa thuộc họ Na. Loài này được (Engl.) Verdc. mô tả khoa học đầu tiên năm 1971.